# Ancistrocerus terekensis
Ancistrocerus terekensis är en stekelart som beskrevs av Kostylev 1940. Ancistrocerus terekensis ingår i släktet murargetingar, och familjen Eumenidae. Inga underarter finns listade i Catalogue of Life.